# ستانلي ر. أفيري
ستانلي ر. أفيري (بالإنجليزية: Stanley R. Avery)‏ هو ملحن أمريكي، ولد في 14 ديسمبر 1879، وتوفي في 17 سبتمبر 1967.